# Marc Raquil
Marc Raquil (Créteil, 2 aprile 1977) è un velocista francese, specializzato nei 400 metri piani, disciplina di cui è stato campione europeo a Göteborg 2006.

## Biografia
Originario della Martinica, nel 2000 si è messo in evidenza conquistando la medaglia di bronzo ai Campionati europei indoor e sfiorando il podio alle Olimpiadi di Sydney, dove è giunto quarto con la staffetta 4×400 metri.
Ai Campionati mondiali di Parigi del 2003 ha conquistato il bronzo nella gara individuale (successivamente divenuto argento per la squalifica di Jerome Young) e la medaglia d'oro con la 4×400 m.
Nel 2005, ancora con la staffetta, ha vinto l'oro ai campionati europei indoor, mentre ai mondiali di Helsinki non è andato oltre il sesto posto.
Nel 2006, ai campionati europei di Göteborg, ha conquistato un doppio oro, sia nella gara individuale che nella staffetta.

## Record nazionali

### Seniores
- Staffetta 4×400 metri: 2'58"96 ( Parigi, 31 agosto 2003) (Leslie Djhone, Naman Keïta, Stéphane Diagana, Marc Raquil)

## Palmarès
| Anno | Manifestazione   | Sede     | Evento      | Risultato        | Prestazione | Note             |
| ---- | ---------------- | -------- | ----------- | ---------------- | ----------- | ---------------- |
| 1999 | Europei under 23 | Göteborg | 400 m piani | Bronzo           | 46"18       |                  |
| 2000 | Europei indoor   | Gand     | 400 m piani | Bronzo           | 47"28       |                  |
| 2000 | Giochi olimpici  | Sydney   | 400 m piani | Quarti di finale | 45"56       |                  |
| 2000 | Giochi olimpici  | Sydney   | 4×400 m     | 4º               | 3'01"02     |                  |
| 2001 | Mondiali         | Edmonton | 400 m piani | Semifinale       | 45"22       |                  |
| 2003 | Mondiali         | Parigi   | 400 m piani | Argento          | 44"79       | Record nazionale |
| 2003 | Mondiali         | Parigi   | 4×400 m     | Oro              | 2'58"96     | Record nazionale |
| 2005 | Europei indoor   | Madrid   | 4×400 m     | Oro              | 3'07"90     |                  |
| 2005 | Mondiali         | Helsinki | 4×400 m     | 6º               | 3'03"10     |                  |
| 2006 | Europei          | Göteborg | 400 m piani | Oro              | 45"02       |                  |
| 2006 | Europei          | Göteborg | 4×400 m     | Oro              | 3'01"10     |                  |

## Altre competizioni internazionali
2003
- Coppa Europa di atletica leggera ( Firenze)
- Oro in Coppa Europa ( Firenze), 400 metri - 44"88
- 5º alle IAAF World Athletics Final ( Monaco), 400 metri - 45"96

2005
- Oro in Coppa Europa ( Firenze), 400 metri - 45"80

2006
- Coppa Europa di atletica leggera ( Malaga)
- Oro in Coppa Europa ( Malaga), 400 metri - 45"89
- 7º alle IAAF World Athletics Final ( Stoccarda), 400 metri - 45"75
- 7º in Coppa del mondo ( Atene), 400 metri - 46"26